# Labiobarbus fasciatus
Labiobarbus fasciatus är en fiskart som först beskrevs av Bleeker, 1853.  Labiobarbus fasciatus ingår i släktet Labiobarbus och familjen karpfiskar. Inga underarter finns listade i Catalogue of Life.